# Rafaela de Vera Mujica y López Pintado
Rafaela Francisca de Vera Mujica y López Pintado (Santa Fe de la Vera Cruz, 24 de octubre de 1753-Buenos Aires, Argentina; 1 de julio de 1816) fue una Aristócrata Rioplatense, hija del general Francisco Antonio de Vera y Mujica y de Juana López Pintado. De noble linaje, era descendiente del conquistador Jerónimo de Cabrera, quien fundó la ciudad de Córdoba en Argentina. En 1783 se casó por poderes con el coronel de ingenieros y gobernador de Montevideo, Joaquín del Pino, viudo de María Ignacia Rameri y padre de seis hijos, que con Rafaela tendrá luego ocho más. En 1801, al asumir su esposo como virrey se convirtió en la segunda virreina consorte del Río de la Plata de origen criollo después de Ana de Azcuénaga de Olaguer Feliú. Fue la única santafesina esposa de un virrey, por lo que se llamó virreina.

## Descendencia
Tenía 27 años cuando conoció al coronel de ingenieros Joaquín del Pino y Rozas, 30 años mayor que ella. Profundamente enamorada, se casó celebrándose en su ciudad natal bailes populares y grandes festejos con motivo del matrimonio. En Montevideo la población se volcó a las calles para verla llegar. Allí se unió a su cónyuge y comenzó su vida como esposa y ama de casa. Le daría a su marido ocho hijos más, nacidos en diferentes puntos del Virreinato del Río de la Plata ya que de la Banda Oriental pasaron a Charcas cuando a aquel lo designaron gobernador y de ahí a Chile donde en 1801 recibió su nombramiento de virrey del Río de la Plata.
Tuvieron los siguientes hijos.
- Francisco Pío del Pino y Vera Mujica (1784-1833), casado con Juana Romero Francia.
- Wenceslao del Pino y Vera Mujica (1785-1821), casado con María Fernández Villamil.
- Miguel del Pino y Vera Mujica (1785-?).
- Juana Josefa Joaquina del Pino y Vera Mujica (1786-1841), casada con el estadista argentino Bernardino Rivadavia, que fue el primer Presidente de la Nación Argentina.
- Rafael Saturnino del Pino y Vera Mujica (1789-?).
- María del Carmen Trifona Antonia del Pino y Vera Mujica (1790-1861), casada con Juan Ángel de Michelena.
- Mariano Joaquín del Pino y Vera Mujica (1792-1824), casado con Julia Quiñones de León.
- Francisca Ventura de los Dolores Rosenda del Pino y Vera Mujica (1795-1870).

## Virreinato

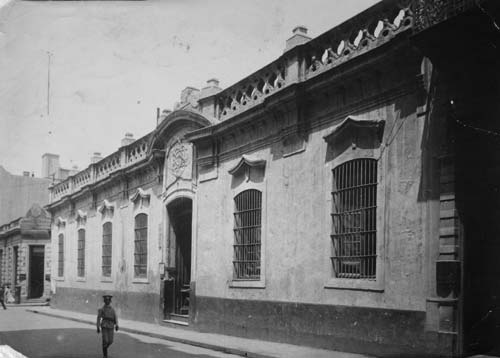
La casa de la vieja virreina

Dice Catalina Pistone: «Su nacimiento debió ser un acontecimiento importante ya que en el acta de bautismo existe una anotación marginal que dice: "A la que concurrió a este solemne acto numeroso concurso de pueblo"». Se cuenta que fue una hermosa niña, plena de simpatía, hermosa, adinerada y talentosa, querida por la gente del pueblo, las esclavas negras, leales y afectuosas. La práctica de su religión la llevaba no solo a rezar sino a realizar obras de bien, ayudando a gente de menores recursos.

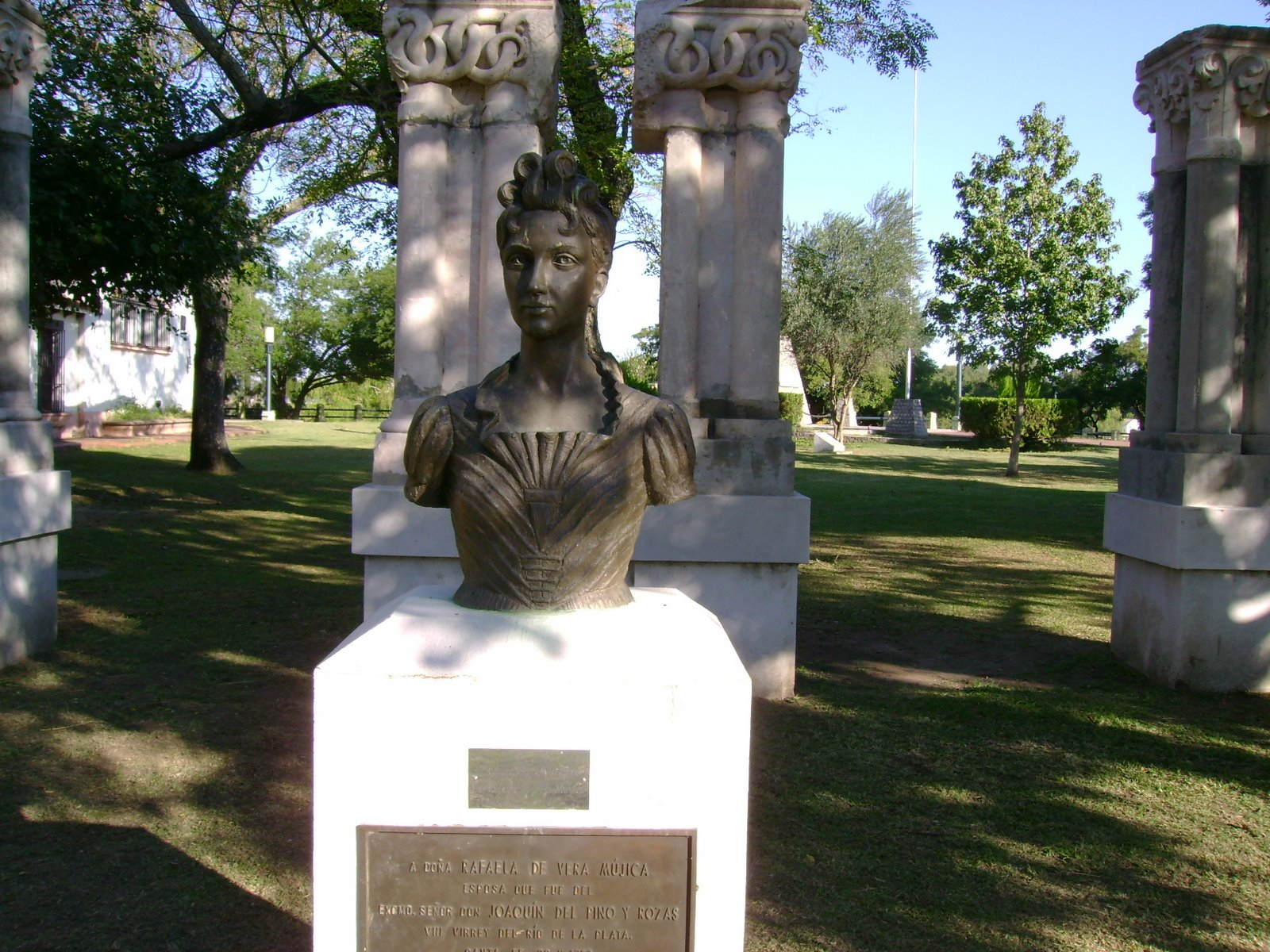
Busto de la Virreina del Río de la Plata Dña. Rafaela de Vera y Mujica, esposa de Joaquín del Pino Y Rozas, residentes de Santa Fe "la vieja".

La entrada en Buenos Aires fue soberbia y a partir de entonces Rafaela se convirtió en una eficaz colaboradora y consejera de su esposo. Depuesto Joaquín en 1802, a raíz de la guerra contra los portugueses en las Misiones, la familia fue a residir en una amplia casona de 20 habitaciones, patio, cocheras y establos próxima a Santo Domingo en la que, en 1804, falleció el virrey, cuyos restos descansan en la Catedral Metropolitana. Dos años después, esa misma propiedad, conocida como la “Casa de la Virreina Vieja”, célebre en su tiempo por sus reuniones culturales y tertulias, sería escenario de uno de los combates más encarnizados de las Invasiones Inglesas.
Rafaela queda viuda el 11 de abril de 1804. Vivía entonces en Buenos Aires donde siempre se destacó por su modestia.
Fallece el 1 de julio de 1816, pocos días antes de la declaración de la Independencia, a los 62 años de edad, en su casa, ubicada en la esquina de Belgrano y Perú, que fue demolida en 1910 para construir el Edificio Otto Wulff. Sus restos están sepultados en la Iglesia del Pilar de Buenos Aires,en el Barrio de La Recoleta,bajo el altar de Nuestra Señora del Carmen...
-

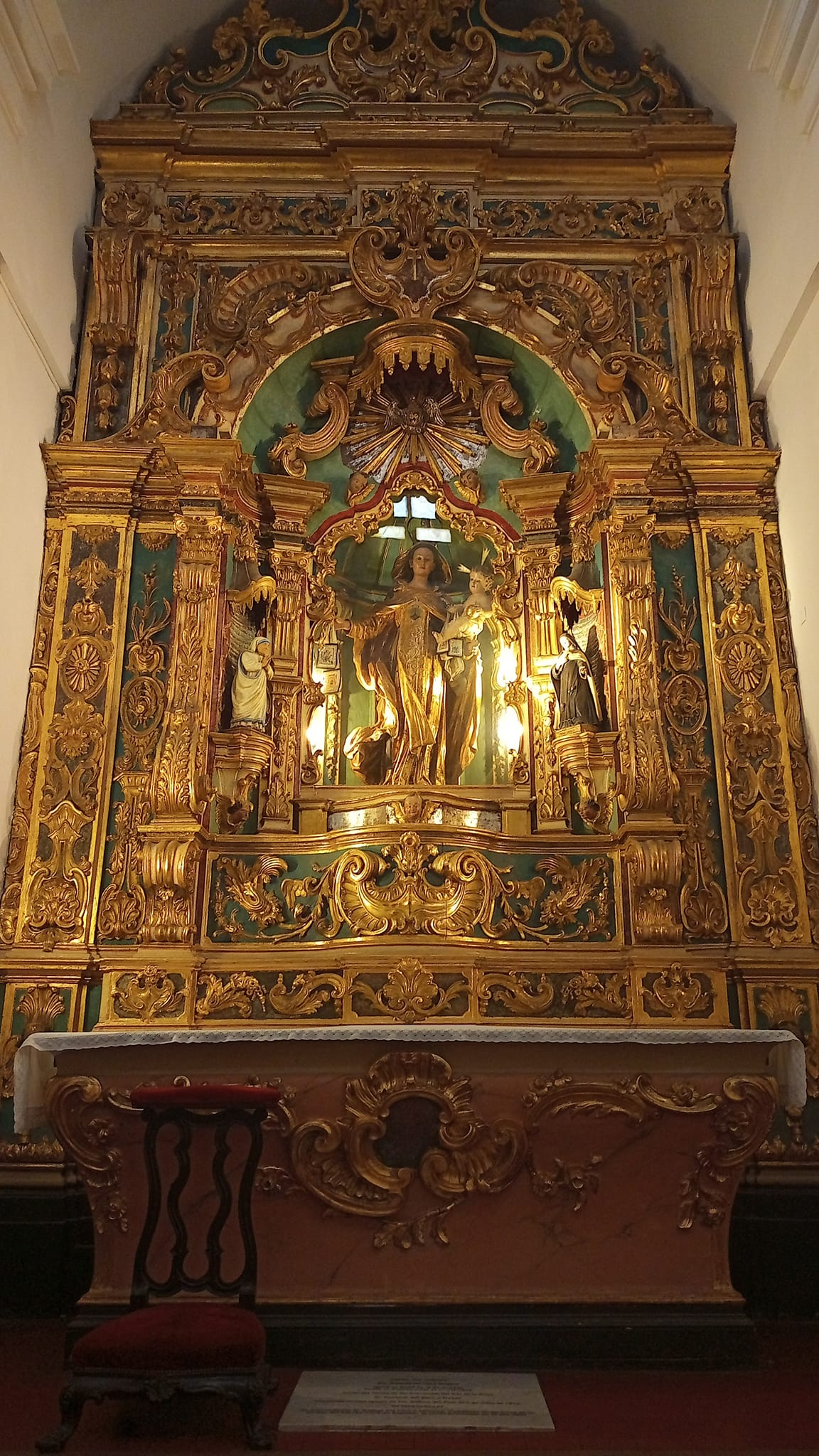
Interior de la Iglesia del Pilar, en el barrio de Recoleta donde yace sepultada RAFAELA VERA MUJICA

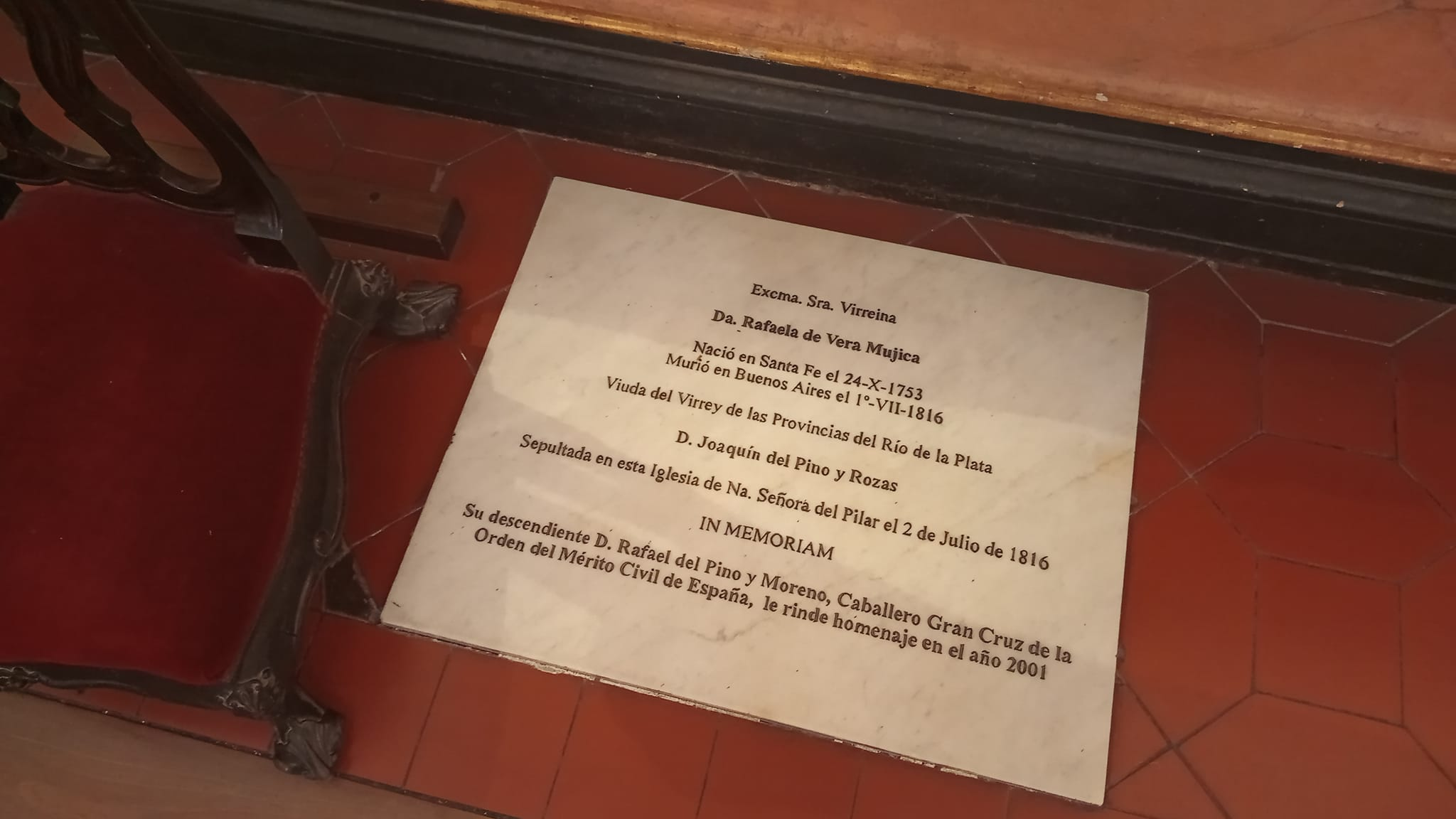
Lápida de Rafaela Vera Mujica

La casa donde vivían los Vera y Pintado, y en la que ella gustaba residir cuando viajaba a su ciudad natal, se encontraba en la calle Buenos Aires, entre San Jerónimo y San Martín, a mitad de cuadra en la vereda norte. Fue demolida a fines del siglo pasado. Equivocadamente se la confunde con la casa de los Aldao, donde funciona actualmente la «Junta Provincial de Estudios Históricos».